# FA Cup 1957/58
Der FA Cup 1957/58 war die 77. Austragung des The Football Association Challenge Cup (meist als FA Cup bekannt).
Der Pokalwettbewerb startete mit der Qualifikation zwischen dem 7. September 1957 und dem 11. November 1957. Die Hauptrunde begann anschließend ab dem 16. November 1957 und endete mit dem Finale in Wembley in London am 3. Mai 1958 vor einer Kulisse von offiziell 100.000 Zuschauern. Sieger des Wettbewerbs wurden zum vierten Mal die Bolton Wanderers. Unterlegener Finalist war Manchester United.

## Wettbewerb

### Erste Hauptrunde
| Datum             |                        | Ergebnis |                      |
| ----------------- | ---------------------- | -------- | -------------------- |
| 16. November 1957 | FC Aldershot           | 0:0      | Worcester City       |
| 16. November 1957 | Bath City              | 2:1      | Exeter City          |
| 16. November 1957 | FC Bishop Auckland     | 0:0      | FC Bury              |
| 16. November 1957 | Boston United          | 5:2      | Billingham Synthonia |
| 16. November 1957 | Bradford City          | 6:0      | FC Scarborough       |
| 16. November 1957 | Brighton & Hove Albion | 2:1      | FC Walsall           |
| 16. November 1957 | Carlisle United        | 5:1      | FC Rhyl              |
| 16. November 1957 | FC Chester             | 4:3      | AFC Gateshead        |
| 16. November 1957 | FC Clapton             | 1:1      | Queens Park Rangers  |
| 16. November 1957 | Coventry City          | 1:0      | Walthamstow Avenue   |
| 16. November 1957 | Dorchester Town        | 3:2      | Wycombe Wanderers    |
| 16. November 1957 | Durham City            | 3:1      | Spalding United      |
| 16. November 1957 | FC Gillingham          | 10:1     | FC Gorleston         |
| 16. November 1957 | Guildford City         | 2:2      | Yeovil Town          |
| 16. November 1957 | Hartlepools United     | 5:0      | Prescot Cables       |
| 16. November 1957 | Hull City              | 2:1      | Crewe Alexandra      |
| 16. November 1957 | Mansfield Town         | 2:0      | Halifax Town         |
| 16. November 1957 | FC Margate             | 2:3      | Crystal Palace       |
| 16. November 1957 | FC Millwall            | 1:0      | FC Brentford         |
| 16. November 1957 | FC Newport (IOW)       | 0:3      | Hereford United      |
| 16. November 1957 | Northampton Town       | 3:0      | AFC Newport County   |
| 16. November 1957 | Norwich City           | 6:1      | FC Redhill           |
| 16. November 1957 | Oldham Athletic        | 2:0      | Bradford Park Avenue |
| 16. November 1957 | Oswestry Town          | 1:5      | AFC Bournemouth      |
| 16. November 1957 | Peterborough United    | 3:3      | Torquay United       |
| 16. November 1957 | Plymouth Argyle        | 6:2      | FC Watford           |
| 16. November 1957 | Port Vale              | 2:1      | Shrewsbury Town      |
| 16. November 1957 | FC Reading             | 1:0      | Swindon Town         |
| 16. November 1957 | AFC Rochdale           | 0:2      | FC Darlington        |
| 16. November 1957 | Scunthorpe United      | 2:1      | Goole Town           |
| 16. November 1957 | FC South Shields       | 3:2      | Frickley Colliery    |
| 16. November 1957 | FC Southport           | 1:2      | Wigan Athletic       |
| 16. November 1957 | Stockport County       | 2:1      | AFC Barrow           |
| 16. November 1957 | Tranmere Rovers        | 2:1      | Witton Albion        |
| 16. November 1957 | Trowbridge Town        | 0:2      | Southend United      |
| 16. November 1957 | Walton & Hersham       | 1:6      | FC Southampton       |
| 16. November 1957 | Wisbech Town           | 1:0      | Colchester United    |
| 16. November 1957 | AFC Workington         | 8:1      | Crook Town           |
| 16. November 1957 | AFC Wrexham            | 0:1      | Accrington Stanley   |
| 16. November 1957 | York City              | 1:0      | FC Chesterfield      |

#### Wiederholungsspiele
| Datum             |                     | Ergebnis |                     |
| ----------------- | ------------------- | -------- | ------------------- |
| 18. November 1957 | Queens Park Rangers | 3:1      | FC Clapton          |
| 19. November 1957 | FC Bury             | 4:1      | FC Bishop Auckland  |
| 20. November 1957 | Torquay United      | 1:0      | Peterborough United |
| 21. November 1957 | Worcester City      | 2:2      | FC Aldershot        |
| 21. November 1957 | Yeovil Town         | 1:0      | Guildford City      |
| 25. November 1957 | FC Aldershot        | 3:2      | Worcester City      |

### Zweite Hauptrunde
| Datum            |                   | Ergebnis |                        |
| ---------------- | ----------------- | -------- | ---------------------- |
| 7. Dezember 1957 | FC Aldershot      | 4:1      | Coventry City          |
| 7. Dezember 1957 | Carlisle United   | 1:1      | Accrington Stanley     |
| 7. Dezember 1957 | FC Chester        | 3:3      | Bradford City          |
| 7. Dezember 1957 | Crystal Palace    | 1:0      | FC Southampton         |
| 7. Dezember 1957 | FC Darlington     | 5:3      | Boston United          |
| 7. Dezember 1957 | Durham City       | 0:3      | Tranmere Rovers        |
| 7. Dezember 1957 | Hereford United   | 6:1      | Queens Park Rangers    |
| 7. Dezember 1957 | FC Millwall       | 1:1      | FC Gillingham          |
| 7. Dezember 1957 | Northampton Town  | 4:1      | AFC Bournemouth        |
| 7. Dezember 1957 | Norwich City      | 1:1      | Brighton & Hove Albion |
| 7. Dezember 1957 | Oldham Athletic   | 1:5      | AFC Workington         |
| 7. Dezember 1957 | Plymouth Argyle   | 5:2      | Dorchester Town        |
| 7. Dezember 1957 | Port Vale         | 2:2      | Hull City              |
| 7. Dezember 1957 | FC Reading        | 2:1      | Wisbech Town           |
| 7. Dezember 1957 | Scunthorpe United | 2:0      | FC Bury                |
| 7. Dezember 1957 | FC South Shields  | 1:3      | York City              |
| 7. Dezember 1957 | Stockport County  | 2:1      | Hartlepools United     |
| 7. Dezember 1957 | Torquay United    | 1:1      | Southend United        |
| 7. Dezember 1957 | Wigan Athletic    | 1:1      | Mansfield Town         |
| 7. Dezember 1957 | Yeovil Town       | 2:0      | Bath City              |

#### Wiederholungsspiele
| Datum             |                        | Ergebnis |                 |
| ----------------- | ---------------------- | -------- | --------------- |
| 9. Dezember 1957  | Hull City              | 4:3      | Port Vale       |
| 11. Dezember 1957 | Accrington Stanley     | 3:2      | Carlisle United |
| 11. Dezember 1957 | Bradford City          | 3:1      | FC Chester      |
| 11. Dezember 1957 | Brighton & Hove Albion | 1:2      | Norwich City    |
| 11. Dezember 1957 | FC Gillingham          | 6:1      | FC Millwall     |
| 11. Dezember 1957 | Mansfield Town         | 3:1      | Wigan Athletic  |
| 11. Dezember 1957 | Southend United        | 2:1      | Torquay United  |

### Dritte Hauptrunde
| Datum          |                      | Ergebnis |                         |
| -------------- | -------------------- | -------- | ----------------------- |
| 4. Januar 1958 | Accrington Stanley   | 2:2      | Bristol City            |
| 4. Januar 1958 | Bristol Rovers       | 5:0      | Mansfield Town          |
| 4. Januar 1958 | FC Burnley           | 4:2      | Swansea Town            |
| 4. Januar 1958 | Crystal Palace       | 0:1      | Ipswich Town            |
| 4. Januar 1958 | Doncaster Rovers     | 0:2      | FC Chelsea              |
| 4. Januar 1958 | FC Fulham            | 4:0      | Yeovil Town             |
| 4. Januar 1958 | Hereford United      | 0:3      | Sheffield Wednesday     |
| 4. Januar 1958 | Huddersfield Town    | 2:2      | Charlton Athletic       |
| 4. Januar 1958 | Hull City            | 1:1      | FC Barnsley             |
| 4. Januar 1958 | Leeds United         | 1:2      | Cardiff City            |
| 4. Januar 1958 | Leyton Orient        | 1:0      | FC Reading              |
| 4. Januar 1958 | Lincoln City         | 0:1      | Wolverhampton Wanderers |
| 4. Januar 1958 | FC Liverpool         | 1:1      | Southend United         |
| 4. Januar 1958 | FC Middlesbrough     | 5:0      | Derby County            |
| 4. Januar 1958 | Northampton Town     | 3:1      | FC Arsenal              |
| 4. Januar 1958 | Norwich City         | 1:2      | FC Darlington           |
| 4. Januar 1958 | Nottingham Forest    | 2:0      | FC Gillingham           |
| 4. Januar 1958 | Notts County         | 2:0      | Tranmere Rovers         |
| 4. Januar 1958 | Plymouth Argyle      | 1:6      | Newcastle United        |
| 4. Januar 1958 | FC Portsmouth        | 5:1      | FC Aldershot            |
| 4. Januar 1958 | Preston North End    | 0:3      | Bolton Wanderers        |
| 4. Januar 1958 | Rotherham United     | 1:4      | Blackburn Rovers        |
| 4. Januar 1958 | Scunthorpe United    | 1:0      | Bradford City           |
| 4. Januar 1958 | Sheffield United     | 5:1      | Grimsby Town            |
| 4. Januar 1958 | Stockport County     | 3:0      | Luton Town              |
| 4. Januar 1958 | Stoke City           | 1:1      | Aston Villa             |
| 4. Januar 1958 | AFC Sunderland       | 2:2      | FC Everton              |
| 4. Januar 1958 | Tottenham Hotspur    | 4:0      | Leicester City          |
| 4. Januar 1958 | West Bromwich Albion | 5:1      | Manchester City         |
| 4. Januar 1958 | West Ham United      | 5:1      | FC Blackpool            |
| 4. Januar 1958 | AFC Workington       | 1:3      | Manchester United       |
| 8. Januar 1958 | York City            | 3:0      | Birmingham City         |

#### Wiederholungsspiele
| Datum           |                   | Ergebnis |                    |
| --------------- | ----------------- | -------- | ------------------ |
| 7. Januar 1958  | Bristol City      | 3:1      | Accrington Stanley |
| 8. Januar 1958  | Aston Villa       | 3:3      | Stoke City         |
| 8. Januar 1958  | FC Barnsley       | 0:2      | Hull City          |
| 8. Januar 1958  | Charlton Athletic | 1:0      | Huddersfield Town  |
| 8. Januar 1958  | FC Everton        | 3:1      | AFC Sunderland     |
| 8. Januar 1958  | Southend United   | 2:3      | FC Liverpool       |
| 13. Januar 1958 | Stoke City        | 2:0      | Aston Villa        |

### Vierte Hauptrunde
| Datum           |                         | Ergebnis |                   |
| --------------- | ----------------------- | -------- | ----------------- |
| 25. Januar 1958 | Bristol Rovers          | 2:2      | FC Burnley        |
| 25. Januar 1958 | Cardiff City            | 4:1      | Leyton Orient     |
| 25. Januar 1958 | FC Chelsea              | 3:3      | FC Darlington     |
| 25. Januar 1958 | FC Fulham               | 1:1      | Charlton Athletic |
| 25. Januar 1958 | FC Liverpool            | 3:1      | Northampton Town  |
| 25. Januar 1958 | Manchester United       | 2:0      | Ipswich Town      |
| 25. Januar 1958 | Newcastle United        | 1:3      | Scunthorpe United |
| 25. Januar 1958 | Notts County            | 1:2      | Bristol City      |
| 25. Januar 1958 | Stoke City              | 3:1      | FC Middlesbrough  |
| 25. Januar 1958 | Tottenham Hotspur       | 0:3      | Sheffield United  |
| 25. Januar 1958 | West Bromwich Albion    | 3:3      | Nottingham Forest |
| 25. Januar 1958 | West Ham United         | 3:2      | Stockport County  |
| 25. Januar 1958 | Wolverhampton Wanderers | 5:1      | FC Portsmouth     |
| 25. Januar 1958 | York City               | 0:0      | Bolton Wanderers  |
| 29. Januar 1958 | FC Everton              | 1:2      | Blackburn Rovers  |
| 29. Januar 1958 | Sheffield Wednesday     | 4:3      | Hull City         |

#### Wiederholungsspiele
| Datum           |                   | Ergebnis |                      |
| --------------- | ----------------- | -------- | -------------------- |
| 29. Januar 1958 | Bolton Wanderers  | 3:0      | York City            |
| 29. Januar 1958 | Charlton Athletic | 0:2      | FC Fulham            |
| 29. Januar 1958 | FC Darlington     | 4:1      | FC Chelsea           |
| 29. Januar 1958 | Nottingham Forest | 1:5      | West Bromwich Albion |
| 28. Januar 1958 | FC Burnley        | 2:3      | Bristol Rovers       |

### Fünfte Hauptrunde
| Datum            |                         | Ergebnis |                      |
| ---------------- | ----------------------- | -------- | -------------------- |
| 15. Februar 1958 | Bolton Wanderers        | 3:1      | Stoke City           |
| 15. Februar 1958 | Bristol City            | 3:4      | Bristol Rovers       |
| 15. Februar 1958 | Cardiff City            | 0:0      | Blackburn Rovers     |
| 15. Februar 1958 | Scunthorpe United       | 0:1      | FC Liverpool         |
| 15. Februar 1958 | Sheffield United        | 1:1      | West Bromwich Albion |
| 15. Februar 1958 | West Ham United         | 2:3      | FC Fulham            |
| 15. Februar 1958 | Wolverhampton Wanderers | 6:1      | FC Darlington        |
| 19. Februar 1958 | Manchester United       | 3:0      | Sheffield Wednesday  |

#### Wiederholungsspiele
| Datum            |                      | Ergebnis |                  |
| ---------------- | -------------------- | -------- | ---------------- |
| 19. Februar 1958 | West Bromwich Albion | 4:1      | Sheffield United |
| 20. Februar 1958 | Blackburn Rovers     | 2:1      | Cardiff City     |

### Sechste Hauptrunde
| Datum        |                      | Ergebnis |                         |
| ------------ | -------------------- | -------- | ----------------------- |
| 1. März 1958 | Blackburn Rovers     | 2:1      | FC Liverpool            |
| 1. März 1958 | Bolton Wanderers     | 2:1      | Wolverhampton Wanderers |
| 1. März 1958 | FC Fulham            | 3:1      | Bristol Rovers          |
| 1. März 1958 | West Bromwich Albion | 2:2      | Manchester United       |

#### Wiederholungsspiel
| Datum        |                   | Ergebnis |                      |
| ------------ | ----------------- | -------- | -------------------- |
| 5. März 1958 | Manchester United | 1:0      | West Bromwich Albion |

### Halbfinale
Die ersten beiden Spiele wurden am 22. März 1958 und das Wiederholungsspiel am 26. März 1958 ausgetragen.
|                   | Ergebnis |                  | Ort        |
| ----------------- | -------- | ---------------- | ---------- |
| Bolton Wanderers  | 2:1      | Blackburn Rovers | Manchester |
| Manchester United | 2:2      | FC Fulham        | Birmingham |

#### Wiederholungsspiel
|                   | Ergebnis |           | Ort    |
| ----------------- | -------- | --------- | ------ |
| Manchester United | 5:3      | FC Fulham | London |

### Finale
| Bolton Wanderers                         | Bolton Wanderers | Manchester United | Manchester United |
| ---------------------------------------- | --- | --- | ----------------- |
| Bolton Wanderers                         | \| Finale \| \| Samstag, 3. Mai 1958 in London (Wembley) \| \| Ergebnis: 2:0 (1:0) \| \| Zuschauer: 100.000 \| \| Schiedsrichter: Jack Sherlock \| \| Spielbericht \|                | \| Finale \| \| Samstag, 3. Mai 1958 in London (Wembley) \| \| Ergebnis: 2:0 (1:0) \| \| Zuschauer: 100.000 \| \| Schiedsrichter: Jack Sherlock \| \| Spielbericht \|                      | Manchester United |
| Bolton Wanderers                         | Eddie Hopkinson – Roy Hartle, Tommy Banks – Derek Hennin, John Higgins, Bryan Edwards – Brian Birch, Dennis Stevens, Nat Lofthouse, Ray Parry, Doug Holden Cheftrainer: Bill Ridding | Harry Gregg – Bill Foulkes, Ian Greaves – Freddie Goodwin, Ronnie Cope, Stan Crowther – Alex Dawson, Ernie Taylor, Bobby Charlton, Dennis Viollet, Colin Webster Cheftrainer: Jimmy Murphy | Manchester United |
| Bolton Wanderers                         | 1:0 Nat Lofthouse (3.) 2:0 Nat Lofthouse (50.) | | Manchester United |
| Finale                                   | | |                   |
| Samstag, 3. Mai 1958 in London (Wembley) | | |                   |
| Ergebnis: 2:0 (1:0)                      | | |                   |
| Zuschauer: 100.000                       | | |                   |
| Schiedsrichter: Jack Sherlock            | | |                   |
| Spielbericht                             | | |                   |